# Infurcitinea siciliana
Infurcitinea siciliana är en fjärilsart som beskrevs av Petersen 1964. Infurcitinea siciliana ingår i släktet Infurcitinea och familjen äkta malar. Inga underarter finns listade i Catalogue of Life.